# Cantón de Montbozon
El cantón de Montbozon era una división administrativa francesa, que estaba situada en el departamento de Alto Saona y la región de Franco Condado.

## Composición
El cantón estaba formado por veinticinco comunas:
- Authoison
- Beaumotte-Aubertans
- Besnans
- Bouhans-lès-Montbozon
- Cenans
- Chassey-lès-Montbozon
- Cognières
- Dampierre-sur-Linotte
- Échenoz-le-Sec
- Filain
- Fontenois-lès-Montbozon
- La Barre
- Larians-et-Munans
- Le Magnoray
- Loulans-Verchamp
- Maussans
- Montbozon
- Ormenans
- Roche-sur-Linotte-et-Sorans-les-Cordiers
- Ruhans
- Thieffrans
- Thiénans
- Vellefaux
- Villers-Pater
- Vy-lès-Filain

## Supresión del cantón de Montbozon
En aplicación del Decreto n.º 2014-164 de 17 de febrero de 2014, el cantón de Montbozon fue suprimido el 22 de marzo de 2015 y sus 25 comunas pasaron a formar parte del nuevo cantón de Rioz.